# 哈布图恩
哈布图恩是奥地利布尔根兰州滨湖新锡德尔县的一个市镇。总面积55.23平方公里，总人口1880人，人口密度34.0人/平方公里（2001年）。